# Het Gezin (televisieserie)
Het Gezin was een Vlaams televisieprogramma van productiehuis Geronimo dat werd uitgezonden op Eén van 2017 tot 2019.  In het programma werd het dagelijks doen en laten van een aantal Vlaamse gezinnen dag en nacht gevolgd.
De gezinnen werden twee tot vijf maanden lang gefilmd, zowel thuis als in de auto. Daarbij werd gebruik gemaakt van onbemande camera's met persoonsdetectie om de impact op de dagelijke activiteiten tot een minimum te beperken.

## Seizoen 1

### Gezinnen
| Gezin                              | Woonplaats   | Opmerkingen                                                                                          |
| ---------------------------------- | ------------ | --- |
| Het gezin Vandenweghe              | Loppem       | Jef (94) woont nog zelfstandig met de hulp van zijn kinderen                                         |
| Het gezin Verbrugghen              | Destelbergen | Alleenstaande moeder Danielle en haar dochter Noémi                                                  |
| Het gezin Rotsaert-Schotte         | Hansbeke     | Nieuw samengesteld gezin, bestaande uit Katrien en Sam en hun kinderen Quinten, Matt, Jules en Renée |
| Het gezin Namurois-Zoilé           | Kapellen     | Sanne en Tom, met een eeneiige tweeling op komst                                                     |
| Het gezin Dolet                    | Kontich      | Mireille en Raphael en hun zes kinderen Nadège, Abigail, Aaliya, Weston, Jossue en Chrisvie          |
| Het gezin Tynes                    | Antwerpen    | Restauranthouders Timothy en Lynn                                                                    |
| Het gezin Verdonschot              | Lommel       | Paul en Ria en hun dochter, veldrijdster Laura                                                       |
| Het gezin Vanalderweireldt-Decorte | Diksmuide    | Aileen en Joren treden in het huwelijksbootje                                                        |

### Kijkcijfers
|    | Uitzenddatum     | Kijkcijfers |
| -- | ---------------- | ----------- |
| 1  | 1 november 2017  | 658.454     |
| 2  | 8 november 2017  | 644.271     |
| 3  | 15 november 2017 | 579.381     |
| 4  | 22 november 2017 | 529.863     |
| 5  | 29 november 2017 | 658.231     |
| 6  | 6 december 2017  | 618.665     |
| 7  | 13 december 2017 | 707.526     |
| 8  | 20 december 2017 | 520.799     |
| 9  | 31 mei 2018      | 598.121     |
| 10 | 7 juni 2018      | 567.087     |
| 11 | 14 juni 2018     | 624.051     |

## Seizoen 2

### Gezinnen
| Gezin                             | Woonplaats | Opmerkingen |
| --------------------------------- | ---------- | --- |
| Het gezin van Amina               | Puurs      | Onthaalmoeder Amina en haar kinderen Nacera, Sakina en Redah                                                        |
| Het gezin van Johan en Ria        | Molenbeek  | Slagerskoppel Johan en Ria en hun drie kinderen Ruben, Céline en Jolien                                             |
| Het gezin van Jonathan en Shareen | Beringen   | Jonathan, zijn toekomstige vrouw Shareen en hun kinderen Lily-Roos en Roxeanne                                      |
| Het gezin van Liesbet             | Willebroek | Alleenstaande moeder Liesbet, haar dochters Lotte en Nienke en haar pleegkinderen Sabur, Saizun, Patience en Jawad. |
| Het gezin van Orry en Steve       | Berchem    | Vlaams volksvertegenwoordiger Orry en binnenhuisarchitect Steve                                                     |
| Het gezin van Steven en Isabelle  | Roeselare  | Winkelbediende Steven en leerkracht Isabelle en hun vier kinderen Julie, Louise, Baptiste en Rachèle                |

### Kijkcijfers
|   | Uitzenddatum      | Kijkcijfers |
| - | ----------------- | ----------- |
| 1 | 4 september 2019  | 639.989     |
| 2 | 11 september 2019 | 555.924     |
| 3 | 18 september 2019 | 550.055     |
| 4 | 25 september 2019 | 440.692     |
| 5 | 2 oktober 2019    | 502.984     |
| 6 | 9 oktober 2019    | 568.217     |
| 7 | 16 oktober 2019   | 548.239     |
| 8 | 23 oktober 2019   | 473.973     |
| 9 | 30 oktober 2019   | 468.129     |

## Prijzen en nominaties
In 2020 won productiehuis Geronimo de diversiteitsprijs van de VRT met Het Gezin.